# 美國優先權順序
美國優先權順序列出了美國聯邦政府在国内外对于美国与他国的政府官员、军队首脑以及地区领导人在出席外交场合、纪念活动与社会活动时的礼仪顺序。在這份名單中包含總統、副總統、第一夫人、州长、大使、前总统、以及最高法院的法官们等。这份名单由总统确认，通过白宮幕僚長，由国务院礼宾长室保有。这份名单仅用来指明礼仪顺序，没有任何法律地位；也不能反映出美国总统继任顺序和在宪法“三权分立”下各部门的平等地位。

## 详细顺序
1. 美国总统（唐纳德·特朗普）[註 1]
2. 美国副总统兼参议院议长（J·D·万斯）
3. 州长（活动举办地所在州）
4. 美國眾議院議長（邁克·約翰遜）
5. 美國首席大法官（約翰·羅伯茨）
6. 前总统或其遺孀（根据任期）
  1. 比爾·克林頓（1993年1月20日－2001年1月20日）
  2. （2001年1月20日－2009年1月20日）
  3. 巴拉克·歐巴馬（2009年1月20日－2017年1月20日）
  4. 乔·拜登（2021年1月20日－2025年1月20日）
7. 前副总统（依任期）
  1. 丹·奎尔（1989年1月20日 – 1993年1月20日）
  2. 阿尔·戈尔（1993年1月20日 – 2001年1月20日）
  3. 迪克·切尼（2001年1月20日 – 2009年1月20日）
  4. 迈克·彭斯（2017年1月20日 – 2021年1月20日）
  5. 卡玛拉·哈里斯 (2021年1月20日 — 2025年1月20日)
8. 市长（活动举办地所在城市）
9. 美国大使（在任中）
10. 美国国务卿（马尔科·鲁比奥）
11. 外國驻美大使（英语：List of diplomatic missions in the United States）（依任期）
12. 外国政府部长
13. 美國最高法院大法官（依任命顺序）
  1. 克拉倫斯·托馬斯（1991年10月18日）
  2. 塞繆爾·安東尼·阿利托（2006年1月31日）
  3. 索尼婭·索托馬約爾（2009年8月8日）
  4. 艾蕾娜·卡根（2010年8月7日）
  5. 尼尔·戈萨奇（2017年4月10日）
  6. 布雷特·卡瓦诺（2018年10月6日）
  7. 艾米·康尼·巴雷特（2020年10月27日）
  8. 凯坦吉·布朗·杰克森（2022年6月30日）
14. 卸任首席大法官（暂无）
15. 卸任最高法院大法官（依任命顺序）
  1. 安東尼·麥克萊德·甘迺迪（1988年2月18日）
  2. 大卫·苏特（1990年10月9日）
  3. 史蒂芬·傑拉爾德·布雷耶（1994年8月3日）
16. 内阁閣员（依各部創設時間順序）
  1. 美国财政部长（斯科特·贝森特）
  2. 美国国防部长（皮特·赫格塞斯）
  3. 美国司法部长（帕姆·邦迪）
  4. 美国内政部长（道格·伯古姆）
  5. 美国农业部长（布鲁克·罗琳丝）
  6. 美国商务部长（霍华德·卢特尼克）
  7. 美国劳工部长（洛丽·查韦斯-德雷默）
  8. 美國衛生及公共服務部長（小罗伯特·肯尼迪）
  9. 美国住房与城市发展部长 (斯科特·特纳)
  10. 美国运输部长（肖恩·达菲）
  11. 美国能源部长（克里斯·赖特）
  12. 美国教育部长（琳达·麦克马洪）
  13. 美国退伍军人事务部长（道格·科林斯）
  14. 美国国土安全部长（克丽丝蒂·诺姆）
17. 白宫幕僚長（苏茜·怀尔斯）
18. 美国环境保护局局长(李·泽尔丁)
19. 美国行政管理和预算局局长（罗素·沃特）
20. 美国贸易代表（贾米森·格里尔）
21. 美国驻联合国大使（爱丽丝·斯蒂芬尼克）
22. 美国小企业管理局局长(凯莉·莱夫勒)
23. 国家情报总监（图尔西·加巴德）
24. 中央情报局局长 (约翰·拉特克利夫)
25. 美国参议院临时议长（查克·格拉斯利）
26. 在任参议员（根据资历）
27. 各州州长（除活动举办地的州长外，其他州长排序根据各州加入合众国的先后顺序）
  1. 特拉华州州长
  2. 宾夕法尼亚州州长
  3. 新泽西州州长
  4. 佐治亚州州长
  5. 康涅狄格州州长
  6. 马萨诸塞州州长
  7. 马里兰州州长
  8. 南卡罗来纳州州长
  9. 新罕布什尔州州长
  10. 弗吉尼亚州州长
  11. 纽约州州长
  12. 北卡罗来纳州州长
  13. 罗德岛州州长
  14. 佛蒙特州州长
  15. 肯塔基州州长
  16. 田纳西州州长
  17. 俄亥俄州州长
  18. 路易斯安那州州长
  19. 印第安那州州长
  20. 密西西比州州长
  21. 伊利诺伊州州长
  22. 阿拉巴马州州长
  23. 缅因州州长
  24. 密苏里州州长
  25. 阿肯色州州长
  26. 密歇根州州长
  27. 佛罗里达州州长
  28. 得克萨斯州州长
  29. 艾奥瓦州州长
  30. 威斯康星州州长
  31. 加利福尼亚州州长
  32. 明尼苏达州州长
  33. 俄勒冈州州长
  34. 堪萨斯州州长
  35. 西弗吉尼亚州州长
  36. 内华达州州长
  37. 内布拉斯加州州长
  38. 科罗拉多州州长
  39. 北达科他州州长
  40. 南达科他州州长
  41. 蒙大拿州州长
  42. 华盛顿州州长
  43. 爱达荷州州长
  44. 怀俄明州州长
  45. 犹他州州长
  46. 俄克拉荷马州州长
  47. 新墨西哥州州长
  48. 亚利桑那州州长
  49. 阿拉斯加州州长
  50. 夏威夷州州长
28. 内阁各部的代理部长
29. 现任美国众议院议员（根据资历; 参看美國眾議院議員列表; 需要指出的是众议院议长已经在前面列出）
30. 现任委任代表（由哥倫比亞特區與其他未成主州府的屬地选出）
31. 美国国家安全顾问（迈克·华尔兹）
32. 总统国家安全事务助理兼副顾问 和 行政办公室主任
33. 外国的代理大使
34. 前国务卿（根据任期）
  1. 詹姆斯·贝克（1989年1月20日 –1992年8月23日）
  2. 康多莉扎·康迪·赖斯（2005年1月26日 –2009年1月20日）
  3. 希拉蕊·柯林頓（2009年1月21日 –2013年2月1日）
  4. 約翰·凱瑞（2013年2月1日 – 2017年1月20日）
  5. 雷克斯·蒂勒森（2017年2月1日 – 2018年3月31日）
  6. 邁克·蓬佩奧（2018年4月26日 – 2021年1月20日）
  7. 安东尼·布林肯 (2021年1月26日 - 2025年1月20日)
35. 各行政部门的（根据各部成立的时间顺序）
  1. 美國副國務卿（James Steinberg）
  2. 美国财政部副部長（Neal Wolin）
  3. 美国国防部副部長（William Lynn）
  4. 美国司法部副部長（James Cole）
  5. 美国内政部副部長（David Hayes）
  6. 美国农业部副部長（Kathleen Merrigan）
  7. 美国商务部副部長（Dennis Hightower）
  8. 美国劳工部副部長（Seth Harris）
  9. 美国卫生与公众服务部副部長（Bill Corr）
  10. 美国住房与城市发展部副部長（Ron Sims）
  11. 美国交通部副部長（John Porcari）
  12. 美国能源部副部長（Daniel Poneman）
  13. 美国教育部副部長（Anthony Miller）
  14. 美国退伍军人事务部副部長（Scott Gould）
  15. 美国国土安全部副部長（Jane Holl Lute）
36. 美国总检察长（Neal Katyal – 代理）
37. 美国国际开发署 署长（Rajiv Shah）
38. 美国军备控制和裁军署 署长（Ellen Tauscher）
39. 助理国务卿以及助理国务卿帮办
40. 各行政部门的部长助理
41. 美国無任所大使
42. 军事部门首长（根据各部门成立时间顺序）
  1. 美国陆军部部长（John McHugh）
  2. 美国海军部部长（Ray Mabus）
  3. 美国空军部部长（Michael Donley）
43. 美国邮政总长（Patrick R. Donahoe）
44. 美国联邦储备局主席（Jerome H. Powell）
45. 美国环境品质咨询委员会主席（Nancy Sutley）
46. 美国进出口银行行长（Fred Hochberg）
47. 联邦退休储蓄投资委员会主席（Andrew Saul）
48. 美国参谋长联席会议主席（Michael Mullen）
49. 国防部部长助理
50. 美国参谋长联席会议副主席（James Cartwright）
51. 美国参谋长联席会议成员（根据任命时间顺序）
  1. 美国陆军参谋长（George Casey）
  2. 海军作战部长（Gary Roughead）
  3. 美国空军参谋长（Norton Schwartz）
  4. 海军陆战队司令（James Amos）
52. 美国海岸警卫队司令（Robert Papp）
53. 美军联合司令部四星上将以上级别指挥官
  1. 美国非洲司令部（William Ward）
  2. 美国中央司令部（James Mattis）
  3. 美国欧洲司令部（James Stavridis）
  4. 美国联合部队司令部（Ray Odierno）
  5. 美国北方司令部（Victor Renuart）
  6. 美国太平洋司令部（Robert Willard）
  7. 美国南方司令部（Donald Fraser）
  8. 美国特种作战司令部（Eric Olson）
  9. 美国战略司令部（Kevin Chilton）
  10. 美国运输司令部（Duncan McNabb）
54. 陆军五星上将, 空军五星上将, 海军五星上将（现今没有）

## 备注
1. ↑  曾于2017年1月20日 - 2021年1月20日担任美国总统